# Hirur, Parasgad
Hirur là một làng thuộc tehsil Parasgad, huyện Belgaum, bang Karnataka, Ấn Độ.